# Hraniční přechod Rozvadov–Waidhaus
Hraniční přechod Rozvadov–Waidhaus (německy Grenzübergang Waidhaus–Rozvadov) je bývalý silniční hraniční přechod, který se nachází na česko-německé státní hranici na hraničním úseku VI/1 - VI/2 mezi českou obcí Rozvadov (okres Tachov, Plzeňský kraj) a německou obcí Waidhaus (zemský okres Neustadt an der Waldnaab, spolková země Bavorsko). Přechod leží v nadmořské výšce 515 m n. m. na silnici II/605. Před zrušením byl určen pro pěší, cyklisty, motocykly, osobní automobily, autobusy bez omezení a nákladní dopravu do 3,5 tun.
Hraniční přechod byl zrušen při vstupu České republiky do schengenského prostoru v roce 2007. V případě dočasného znovuzavedení ochrany vnitřních hranic je provoz na hraničním přechodu upraven Sdělením Ministerstva vnitra č. 395/2021 Sb.

## Další informace
- Hraniční přechod se nachází v CHKO Český les.
- Přibližně 1,4 km jihovýchodně byl v roce 1997 na dálnici D5 uveden do provozu hraniční přechod Rozvadov-Waidhaus pro vozidla s konstrukční rychlostí nad 80 km/hod, kde jsou vyloučeni pěší, cyklisté, malé motocykly a další.[3]
- V roce 2010 předložil Waidhauský vlastivědný spolek projekt na adaptaci budovy celnice na muzeum s expozicí připomínající historii česko-německé hranice a železné opony.[4]